# Grutas de Ellora
Ellora é um sítio arqueológico da Índia, chamado localmente Verul, afamado por suas 34 cavernas artificiais escavadas ao longo de 2 km nos montes Charanandri para criação de templos e mosteiros budistas, hinduístas e jainistas. O sítio está localizado a cerca de 30 km da cidade de Aurangabade, no estado de Maarastra.
O grupo de templos foi declarado Patrimônio Mundial pela UNESCO em 1983, e representa a epítome deste estilo de arquitetura na Índia. A construção ocorreu entre os séculos V e XIII, e compreende 12 grutas budistas, 17 hinduístas e 5 jainistas.

## História
As grutas budistas (1 a 12) são as mais antigas, tendo sido escavadas entre os séculos V e VIII, quando a corrente maaiana floresceu na região. As hinduístas (13 a 29) foram criadas entre os séculos VII e X, e incluem o famoso templo de Kailasa, cuja construção se deve possivelmente ao rei Krishna I. Por fim, as jainistas datam de entre os séculos X e XIII. Ao longo do tempo a região caiu em relativa obscuridade, embora haja relatos históricos de viajantes mencionando a magnificência do conjunto. A proximidade de tantos templos pertencentes a religiões diversas atesta a harmonia e tolerância religiosa que reinava na época de sua construção.
Atualmente o sítio é administrado e protegido pelo governo da Índia, que executa ações periódicas de preservação no patrimônio arquitetônico e artístico do sítio arqueológico, bem como subsidia diversos projetos de pesquisa em várias especialidades científicas de interesse para a sua conservação e programas de educação para estudantes.

## Grutas budistas

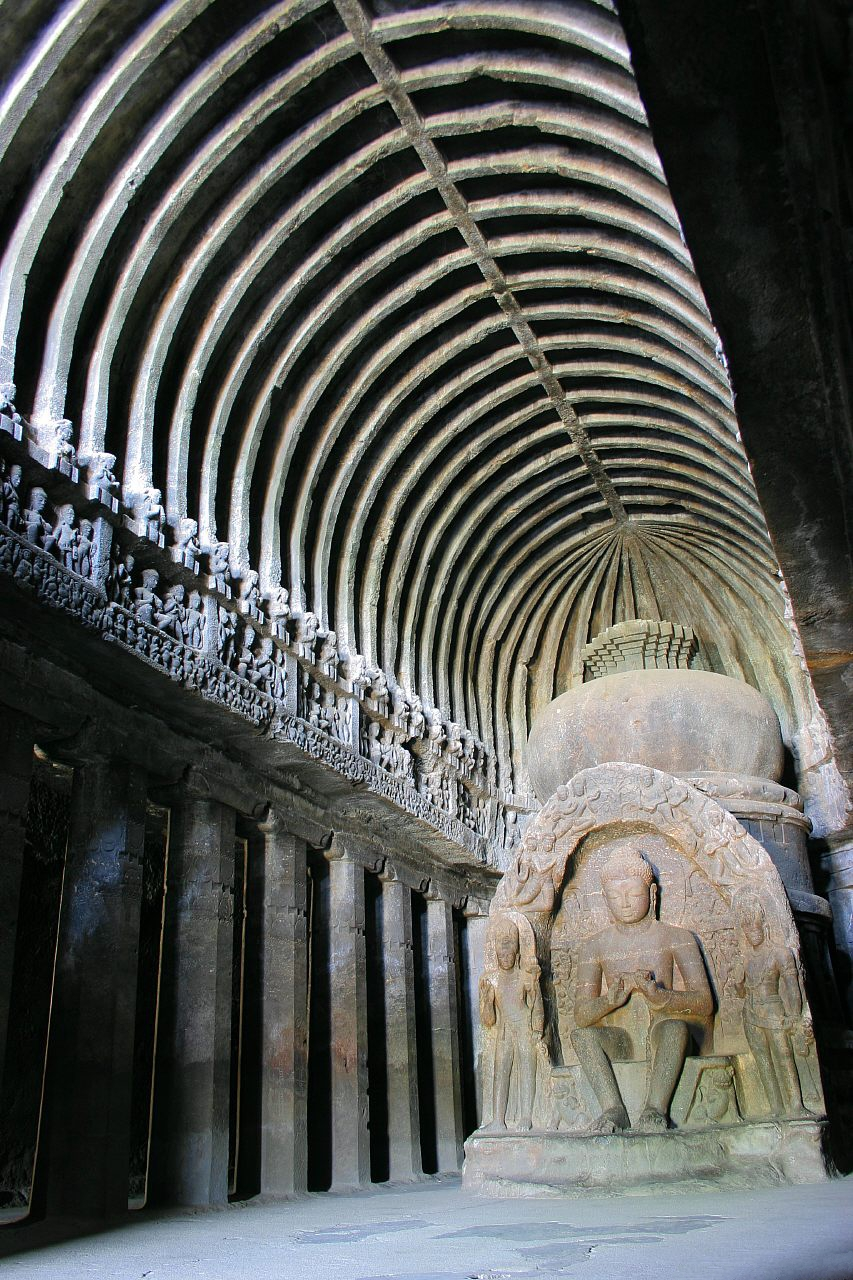
Gruta 10, mostrando uma galeria com a imagem de Buda

Principalmente compreendendo viaras (mosteiros) de dois ou três andares, com séries de quartos, salas, galerias, cozinhas e outros aposentos. As mais notáveis são as grutas 5, 10 e 12, com fachadas ornamentadas por galerias e janelas, pátios internos e significativa estatuária. A gruta 12 é especialmente importante, sendo um enorme mosteiro em três andares, com um grande pátio defronte, e no interior existem grandes estátuas de Buda. A gruta 10 possui uma sala em forma de stupa, cujo teto foi entalhado de modo a simular obra em madeira. Ao fundo fica uma estátua monumental de Buda sentado em atitude de pregação.

## Grutas hinduístas

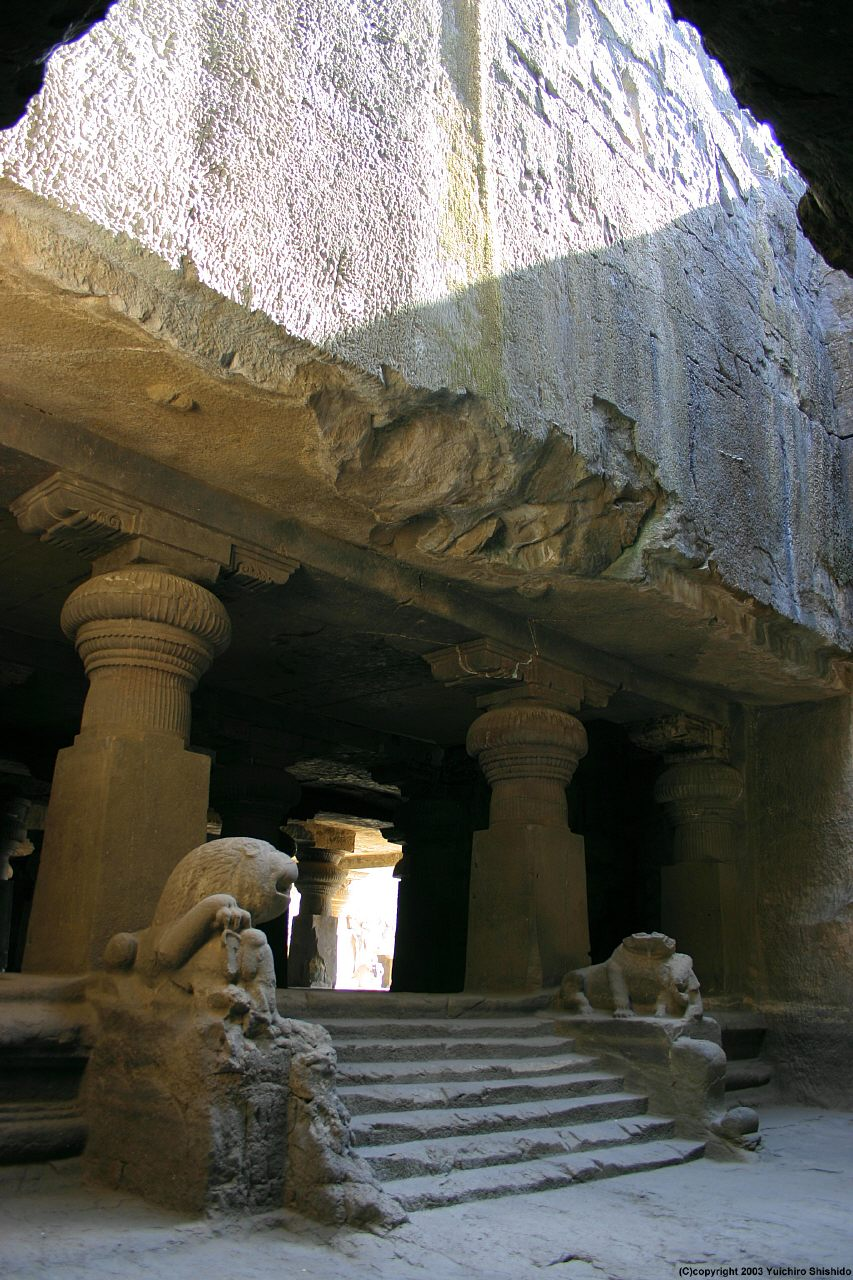
Gruta 29

As mais interessantes são a 15, 16 e 29. A gruta 15, Dasavatara, é uma caverna com dois andares, com grandes esculturas e painéis em relevo, ilustrando os avatares de Vixnu e entre outras cenas a morte de heróis e seres míticos, com fino detalhamento e formas vigorosas.
A gruta 16 é o templo de Kailasa, uma das mais importantes grutas-templo da Índia por suas proporções gigantescas, sua habilíssima decoração esculpida e pelo engenho arquitetônico demonstrado em sua construção, que significou a remoção de mais de 200 mil toneladas de rocha, em mais de 100 anos de trabalho. Possui um grande pátio de 82 x 46 m escavado na rocha viva, contra um paredão de 32 m de altura às suas costas. O templo consiste em um santuário principal para um lingam de Xiva, com estrutura sustentada por pilastras, com um pórtico e outros santuários anexos dedicados a deidades menores. A sua estatuária é considerada das mais ousadas e perfeitas em todo o patrimônio artístico indiano, segundo o relatório da UNESCO, sendo especialmente digna de nota a representando Rama em ato de levantar o monte Kailash. As paredes são decoradas também com pinturas.
A gruta 21 (Ramesvara) tem pilares maciços ornamentados com figuras de devas e motivos vegetais. Outras esculturas que se salientam são as das deusas Ganga e Jamuna, e a de Xiva com quatro braços. A gruta 29, Dumar Lena, é uma grande escavação com um santuário para um lingam, uma série de grossos pilares e diversas esculturas, das quais a cena representando o casamento de Xiva com Parvati é das mais refinadas.

## Grutas jainistas
As últimas a serem construídas no complexo, criadas pela seita Digambara, as grutas jainistas se espelham nos modelos hindus das proximidades, igualmente com admirável decoração esculpida e remanescentes de belos painéis pintados, de grande importância para a história da arte da pintura na Índia. A arte que estas grutas contêm ilustra características específicas da ascética fé Jaina, com maior atenção ao detalhe e proporções arquitetônicas menos impositivas.